# Кут, Эр (генерал, 1762)
Эр Кут (англ. Eyre Coote; 20 мая 1762 — 10 декабря 1823) — британский офицер ирландского происхождения, генерал, политик, участник Войны за независимость США и Французских революционных войн, губернатор Ямайки в 1806—1808 годах. Лишён звания и наград в 1816 году за поведение, недостойное офицера и джентльмена.

## Ранние годы
Кут был вторым сыном преподобного Чарльза Кута (1713—1776), настоятеля собора в Килфеноре (Ирландия), и его жены Грейс Тилсон (ум.1767). Его брат Чарльз Генри Кут (1754—1823) получил титул 2-го баронета Кут в 1802 году, а племянник, сэр Эр Кут, прославился в боевых действиях в Индии и был владельцем огромных имений в Англии и Ирландии.
После обучения в Итоне и Тринити-колледже в Дублине Кут был направлен в чине прапорщика в 34-й пехотный полк, которым командовал его дядя.

## Карьера
Полк Кута был отправлен в Северную Америку, на фронт Американской войны за независимость, и он был знаменосцем полка в битве при Бруклине 27 августа 1776 года. После повышения до лейтенанта Кут принял участие в Филадельфийской кампании, сражениях при Брендивайне, Джермантауне и Монмуте. Он был назначен капитаном 10 августа 1778 года и сражался в рядах британской армии во время осады Чарльстона в 1780 году и попал в плен при осаде Йорктауна.
После освобождения Кут вернулся в Англию и стал командиром 47-го пехотного полка в 1783 году, а в 1788 году — подполковником 70-го пехотного полка. В 1793 году, с началом войны с Францией, он сопровождал генерала Чарльза Грея в Вест-Индию во главе батальона легкой пехоты и отличился во время штурма Морн-Форчун на Гваделупе.
Кут был назначен полковником 24 января 1794 года и вернулся с сэром Ральфом Эберкромби в 1795 году в Вест-Индию, где снова отличился и за услуги произведен в адъютанты короля Георга III. В 1796 году он был назначен бригадным генералом и командиром лагеря в Бандоне в Ирландии, а 1 января 1798 года был назначен генерал-майором.
Когда Кут командовал лагерем в Дувре, он получил приказ выдвинуться вместе с войсками сэра Хоума Пиггза Попэма к Остенде, чтобы открыть местные шлюзы и затопить часть Нидерландов, которая тогда находилась под контролем французов. Кут во главе 1300 солдат успешно высадился и продвинулся к шлюзам. Но сильный ветер с суши помешал подойти кораблям с подкреплением, и французы взяли солдат Кута в клещи. После отчаянного сопротивления, в котором полк Кута потерял шесть офицеров и 109 человек убитыми и ранеными, тяжело раненый Кут был вынужден сдаться. Вскоре он был отпущен из плена и вернулся в Дувр, но вскоре был отправлен командовать дивизией в экспедиции на Хелдер.
В 1800 Кут был назначен командиром бригады в Средиземном море и принял участие в высадке сэра Ральфа Эберкромби в Египте и в боях там 8, 13 и 21 марта. Когда сэр Джон Хатчинсон, который сменил сэра Эберкромби, начал свой поход на Каир, Кут остался с войсками у Александрии и вел блокаду этого города с апреля по август 1801 года.
В августе генерал Хатчинсон вернулся к Александрии и собрался захватить город. Он приказал Куту во главе двух дивизий обойти город с запада и атаковать форт Марабут. В последовавшей битве британцы одержали победу: Кут взял Марабут после упорного сопротивления, и Александрия сдалась. За заслуги в Египте Кут был награждён Орденом Бани.
Кут был назначен командовать экспедицией, которая должна была собраться в Гибралтаре и выдвинуться в Южную Америку. Эта экспедиция, однако, была прекращена заключением Амьенского мира, и Кут вернулся в Англию, а в 1802 году был избран депутатом парламента.
Однако в Палате общин он пробыл недолго и уже в 1805 году в чине генерал-лейтенанта был назначен вице-губернатором и главнокомандующим войск Ямайки. В апреле 1808 года он подал в отставку с этого поста в связи с состоянием здоровья: влажный и жаркий климат Вест-Индии значительно повлиял на его организм и даже на психику. В 1809 году Кут был назначен заместителем командующего Голландской экспедицией Джона Питта. Экспедиция закончилась провалом, а поведение Кута, как писали очевидцы, было настолько эксцентричным, что ему больше никогда не доверяли серьезные командные должности.
Он был назначен полковником 62-го пехотного полка в 1810 году и избран депутатом в 1812 году. Его поведение становилось ещё более эксцентричным, и Уильям Купер даже упомянул его в своей «Истории бичевания и флагеллантов». В ноябре 1815 года он явился в школу для мальчиков Больницы Христа и предложил мальчикам деньги за возможность выпороть их. После этого он попросил мальчиков пороть его и наградил их за это деньгами. Медсестра стала свидетельницей этого, и Кут был обвинен в непристойном поведении. 25 ноября 1815 года он пожертвовал школе £ 1000, и дело было прекращено .
Несмотря на завершение расследования, герцог Йоркский, командующий британской армией, узнал о разбирательствах, и, несмотря на просьбы нескольких заслуженных офицеров, начал собственное следствие и сформировал комиссию из командиров Кута — Аберкромби, Генри Фейна и Джорджа Кука. Эти три генерала после долгого разбирательства заявили, что Кут не сумасшедший, а значит, его поведение следует признать недостойным для офицера и джентльмена. 21 мая 1816 года Кут был уволен из армии и лишен ордена Бани .
Кут потерял своё место в парламенте в 1818 году и умер 10 декабря 1823 года.

## Семья
Кут был женат дважды: на Саре (1765—1795), дочери Джона Родбарда, родившей ему трех дочерей — Кэтрин, Сару и Сюзан; и на Джейн, дочери полковника Джона Багвелла, родившей ему сына Эра.